# Pürewiin Dagwasüren
Pürewiin Dagwasüren (mongolisch Пүрэвийн Дагвасүрэн, englisch Püreviin Dagvasüren, wiss. Transliteration Pürėvijn Dagvasürėn; * 13. Juni 1943 in Batsümber, Töw-Aimag, Mongolei; † 19. September 2014) war ein mongolischer Ringer und Judoka.
Bei den Olympischen Spielen 1972 in München ging er in der Schwergewichtsklasse an den Start. In seinem Erstrundenkampf schied er gegen Tijini Ben Kassou aus.
Im traditionellen Mongolischen Ringen bekleidete er den Spitzenrang „Löwe“.
Fälschlicherweise wurde er auch bei den Olympischen Sommerspielen 1968 geführt. Dort liegt eine Verwechslung mit Tömöriin Artag vor.